# Āsika
Āsika är en ort i Indien.   Den ligger i distriktet Ganjām och delstaten Odisha, i den östra delen av landet, 1 300 km sydost om huvudstaden New Delhi. Āsika ligger 45 meter över havet och antalet invånare är 21 134.
Terrängen runt Āsika är platt åt nordost, men åt sydväst är den kuperad. Runt Āsika är det ganska tätbefolkat, med 248 invånare per kvadratkilometer. Närmaste större samhälle är Hinjilikatu, 16,9 km sydost om Āsika. Trakten runt Āsika består till största delen av jordbruksmark.